# Цукрова Голівка (Судак)

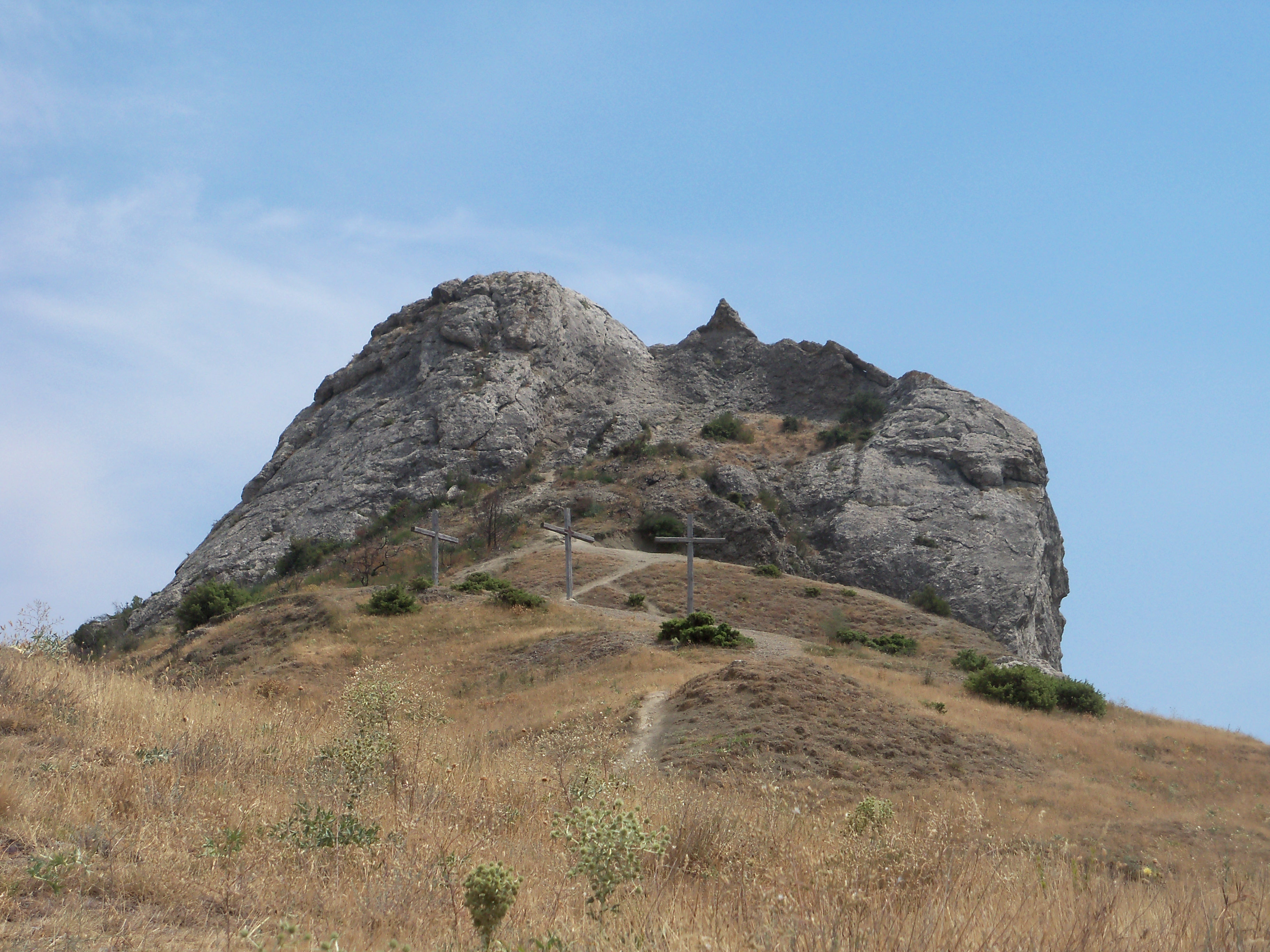

Цукро́ва Голі́вка — невисока безлісна височина, увінчана скелею у вигляді зрізаного конуса. У Судаку, по дорозі в Судак-Фортецю, за 0,5 км на північний схід від г. Киз-Кулле-Бурун.
Назва — за подібністю з виливками цукру-рафінаду, «цукровими головами».

## Цікаво
На північному схилі гори — три хрести, залишені після зйомок серіалу «Майстер і Маргарита», що проходили тут у 2004 році. У зв'язку з цим за горою Цукрова голова закріпилася ще одна назва — «Судакська Голгофа».